# James Wright Foley
James Wright Foley, detto Jim (Evanston, 18 ottobre 1973 – al-Raqqa, 19 agosto 2014), è stato un giornalista statunitense.

## Biografia
James Wright Foley nacque il 18 ottobre 1973 a Evanston, nell'Illinois, da una famiglia di origini irlandesi, primogenito di cinque figli (Michael, Mark, John e Katie) nati da John, un medico, e Diane Foley. Crebbe a Wolfeboro, nel New Hampshire, e si diplomò alla Kingswood Regional High School. Di fede cattolica e sostenitore del Partito Democratico americano, nel 1996 si laureò in storia alla Marquette University, un istituto privato per gesuiti di Milwaukee, nel Wisconsin. Nel 2003 si laureò in scrittura creativa presso la University of Massachusetts Amherst di Boston, per poi conseguire ancora una laurea in giornalismo alla Northwestern University di Evanston nel 2008.
Foley iniziò la sua carriera come insegnante delle scuole elementari in Arizona, Massachusetts e Illinois per l'organizzazione non profit Teach For America. A metà degli anni 2000 ha iniziato a occuparsi di giornalismo. A partire dal 2008, Foley lavorò per lo United States Agency for International Development, finanziato dall'Unione europea progettato di sviluppo 'Tatweer' a Baghdad. Contribuì anche a organizzare conferenze e seminari di formazione per un programma volta alla ricostruzione dei servizi civili dell'Iraq, sconvolto da decenni di isolamento e amministrazioni autocratiche. Nel 2010, lasciò l'Iraq e divenne un corrispondente di guerra freelance. Fu in seguito inserito con le truppe americane in Iraq, dove suo fratello Michael era in servizio come ufficiale nell'Aviazione degli Stati Uniti.
Nel gennaio 2011 Foley lavorò per il quotidiano Stars and Stripes come reporter in missione in Afghanistan, ma due mesi dopo fu rimosso dal suo incarico dopo essere stato arrestato dalla polizia militare statunitense all'aeroporto di Kandahar con l'accusa di possesso e consumo di marijuana. Il 3 marzo, Foley confessò il possesso degli stupefacenti e si dimise. Nello stesso anno, mentre lavorava per la Global Post con sede a Boston, Foley andò in Libia per seguire gli eventi della guerra civile contro il dittatore Muʿammar Gheddafi, fotografando se stesso con i ribelli.

### Rapimento in Libia
Secondo i media, la mattina del 5 aprile 2011, Foley, assieme alla collega Clare Morgana Gillis, a un giornalista free-lance (che lavorava per l'Atlantic Monthly, Christian Science Monitor e USA Today) e al fotografo spagnolo Manu Brabo, fu attaccato e catturato nei pressi di Brega, in Libia, da parte delle forze fedeli al colonnello Gheddafi; nell'azione che ne seguì il collega fotoreporter Anton Hammerl fu ucciso. Quando è iniziata la sparatoria, Foley e Gillis avevano sentito Hammerl gridare: "Aiuto!"; dopodiché i due giornalisti e Brabo furono malmenati dalle forze pro-Gheddafi, immobilizzati e imprigionati in un carcere dell'esercito regolare libico. Foley dichiarò: "Quando avevo visto Anton disteso morto, era come se tutto il mondo intero fosse cambiato. Cambiato. Io non so nemmeno di aver sentito alcuni di quei colpi."
In seguito Foley fu rilasciato 44 giorni dopo. Dopodiché, il 18 maggio, Foley, Gillis e Brabo, così come Nigel Chandler (un giornalista inglese anche egli detenuto), furono portati al Rixos Hotel di Tripoli poco dopo il rilascio, mentre lui stesso tornò a Milwaukee, nel Wisconsin, allo scopo di ringraziare la comunità per aver pregato per il suo ritorno. Foley aveva anche scritto un articolo per il Marquette Magazine dichiarando che le preghiere del rosario lo avevano aiutato a superare il periodo della sua prigionia. Tuttavia, Foley tornò nuovamente in Libia e il 20 ottobre 2011, fu presente alla cattura di Gheddafi, assieme alla corrispondente per il Global Post Tracey Shelton.

### Rapimento in Siria e morte
Foley continuò a lavorare per la Global Post fino al 22 novembre 2012, giorno in cui fu rapito nel nord-ovest della Siria mentre seguiva la guerra civile siriana. Quasi due anni dopo, il 19 agosto 2014 fu decapitato da Jihadi John – terrorista britannico di origini kuwaitiane facente parte del cosiddetto Stato Islamico dell'Iraq e del Levante – diventando così il primo cittadino statunitense a essere stato ufficialmente giustiziato all'interno dell'autoproclamato califfato.
Dopo Foley, altri 6 ostaggi hanno subito la sua stessa sorte: Steven Sotloff, anche lui giornalista statunitense, i due cooperanti britannici David Haines e Alan Henning, il tassista statunitense Peter Kassig (minacciato di essere ucciso nel video dell'esecuzione di Henning e infine decapitato qualche giorno prima che Jihadi John venisse ferito in un raid aereo americano) e due ostaggi giapponesi, il contractor Haruna Yukawa e il corrispondente di guerra Kenji Goto. Un altro ostaggio, il pilota giordano Mu'adh al-Kasasbeh, è stato invece arso vivo in una gabbia. Tutte le brutali esecuzioni dei fanatici dell'ISIS sono state filmate e diffuse su Internet.